# Affala
Affala est une localité et une commune rurale du Niger du département de Tahoua, région de Tahoua.

## Géographie
La localité de Affala est située à 27 km au nord du chef-lieu régional Tahoua.
| Tillia    | Tillia    | Kao      |
| Takanamat | Affala    | Barmou   |
| Bambèye   | Tahoua II | Tahoua I |

La commune s'étend sur 87 villages et 37 hameaux.

## Histoire
La commune rurale de Affala est instaurée en 2002, issue de la partie nord du canton de Tahoua et le sud de la commune rurale de Tchintabaraden .

## Population
Lors du recensement général de 2012, la population communale est relevée à 68 225 habitants. La localité compte 8 006 habitants en 2012.

## Services et infrastructures
- Collège d'enseignement général (CEG) à Affala,
- Centre de formation aux métiers (CFM) de Affala.